# Palomitas de maíz (música)
«Palomitas de maíz» (en inglés, «Popcorn») es el título de una melodía instrumental, compuesta en 1969 por Gershon Kingsley, músico estadounidense de origen judío-alemán, para su álbum de estudio Music to Moog By, usando el sintetizador Moog modular. Posteriormente, Stan Free hizo una versión para el grupo estadounidense Hot Butter, en 1972, y se convirtió entonces en un gran éxito y fue una de las primeras canciones electrónicas que llegó a los primeros lugares de popularidad.

## Otros ejecutantes
Desde entonces, más artistas la han grabado. Entre otros:
- Anarchic System
- Aphex Twin
- Los Pekenikes (grupo español, 1972, con título en español: Palomitas de maíz)
- Jean-Michel Jarre (con el nombre de Popcorn Orchestra)
- Arthur Fiedler and la Orquesta Boston Pops
- M&H Band (erróneamente atribuida a Jean-Michel Jarre.[4])
- DJ Fantomas
- El Trío La Rosa (versión salsa)
- Gigi D'Agostino
- Shadmehr Aghili
- Muse
- Popcorn Makers
- Afrosound (versión cumbia)
- Crazy Frog
- Messer Chups (horror surf)
- Los Astros

De hecho, existen más de 500 ediciones, en distintas versiones y mezclas, ya que además se ha utilizado mucho para temas de película, fondos musicales para anuncios televisivos e incluso para videojuegos, como Pengo. Algunas versiones incluyen letra.[cita requerida]

### Las diez primeras grabaciones en orden cronológico
| Intérpretes                           | Título                           | Año / Tema                                      | Formato - Núm. de catálogo              | Comentarios                                                                                      |
| ------------------------------------- | -------------------------------- | ----------------------------------------------- | --------------------------------------- | ------------------------------------------------------------------------------------------------ |
| Gershon Kingsley                      | Music To Moog By                 | 1969 / Popcorn                                  | LP Álbum - Audio Fidelity AFSD 6226     | La versión original.                                                                             |
| Enrique Lynch y Su Conjunto           | Bomba Tropical                   | 1971 / La Bocina / Palomitas De maíz            | LP Álbum - Sono Radio S.E. 9412         | No es seguro si esto realmente salió en 1971.                                                    |
| Gershon Kingsley's First Moog Quartet | Pop Corn / For Alisse Beethovenn | 1972 / Popcorn                                  | 7" Simple - Exit Records 2.623-B        | Existen dos ediciones diferentes con el mismo número de catálogo, pero con versiones diferentes. |
| Gershon Kingsley's First Moog Quartet | Popcorn                          | 1972 / Popcorn                                  | LP Álbum - Audio Fidelity AFSD 6254     | Versión de la original.                                                                          |
| Hot Butter                            | Popcorn / At The Movies          | 1972 / Popcorn                                  | 7" Simple - Musicor Records MUS 1458    | Probablemente, la versión más conocida y versionada.                                             |
| The Popcorn Makers                    | Popcorn                          | 1972 / Popcorn                                  | 7" Simple - Riviera 121446              | Muy similar a la versión de Hot Butter.                                                          |
| Anarchic System                       | Popcorn                          | 1972 / Popcorn (Vocal) / Popcorn (Instrumental) | 7" Simple - Az SG 397                   | Primera versión vocal escrita por C. Gordanne, Michaele.                                         |
| Pop Corn Orchestra                    | Popcorn / Black Bird             | 1972 / Popcorn                                  | 7" Simple - Les Disques Motors MT 4028  | Adaptado por J. Erson, Jean-Michel Jarre Alias Jammie Jefferson.                                 |
| Mister K                              | Popcorn / Synthetic Sister N° 1  | 1972 / Popcorn                                  | 7" Simple - Disques Vogue – 45. V. 4126 | Versión Danzante.                                                                                |
| Apollo 100 Featuring Tom Parker       | Master Pieces                    | 1972 / Popcorn                                  | LP Álbum - Mega Records M51-5005        |                                                                                                  |